# Савченко, Андрей Владимирович
Андрей Владимирович Савченко (укр. Савченко Андрій Володимирович; 29 сентября 1994, Дрогобыч) — украинский футболист, защитник.

## Биография
Воспитанник ДЮСШ Дрогобыч и академии футбола ФК «Карпаты».
В детско-юношеской футбольной лиге Украины выступал за ДЮСШ «Гарт-Рось» Ирпень (2007) и Академию футбола ФК «Карпаты» (2007—2011).
В 2011 дебютировал в молодёжной команде «Карпат» в первенстве Украины (поражение 1:8 в Донецке от «Шахтёра»). За основную команду «Карпат» дебютировал в 18-летнем возрасте 14 июля 2013 года в домашней игре против «Ворсклы».